# PGC 90627
LEDA/PGC 90627 ist eine Spiralgalaxie vom Hubble-Typ Sd im Sternbild Perseus am Nordsternhimmel. Sie ist schätzungsweise 181 Millionen Lichtjahre von der Milchstraße. Vom Sonnensystem aus entfernt sich das Objekt mit einer errechneten Radialgeschwindigkeit von näherungsweise 3.900 Kilometern pro Sekunde.

## Galaktisches Umfeld
| Nr. | Galaxie          | Alternativname            | Rek           | Dek           | Distanz/asec |
| --- | ---------------- | ------------------------- | ------------- | ------------- | ------------ |
| →   | LEDA/PGC 90627   | WISEA J023836.02+403943.0 | 02h38m35.80s  | +40d39m43.0s  | 0            |
| 1   | LEDA/PGC 10025   | UGC 2126                  | 02h38m47.07s  | +40d41m55.1s  | 183.91       |
| 2   | LEDA/PGC 2167752 | 2MASX J02392281+4034032   | 02h39m22.799s | +40d34m03.65s | 637.21       |
| 3   | LEDA/PGC 2166237 | 2MASX J02384108+4028112   | 02h38m41.07s  | +40d28m11.0s  | 697.82       |
| 4   | LEDA/PGC 2166259 | 2MASX J02381758+4028161   | 02h38m17.58s  | +40d28m16.0s  | 720.25       |
| 5   | LEDA/PGC 2170890 | 2MASX J02374288+4047049   | 02h37m42.88s  | +40d47m04.8s  | 742.13       |
| 6   | LEDA/PGC 2170635 | 2MASX J02393232+4046033   | 02h39m32.34s  | +40d46m03.1s  | 747.27       |
| 7   | LEDA/PGC 2167340 | 2MASX J02374131+4032289   | 02h37m41.33s  | +40d32m29.0s  | 759.32       |
| 8   | LEDA/PGC 10077   | CGCG 539-072              | 02h39m34.969s | +40d46m37.34s | 790.32       |
| 9   | LEDA/PGC 2171445 | 2MASX J02374569+4049181   | 02h37m45.69s  | +40d49m18.0s  | 805.47       |
| 10  | LEDA/PGC 2167160 | 2MASX J02393747+4031474   | 02h39m37.468s | +40d31m47.86s | 851.91       |
| 11  | NGC 1003         | LEDA/PGC 10052            | 02h39m16.89s  | +40d52m20.3s  | 888.23       |
| 12  | LEDA/PGC 2165977 | 2MASX J02374417+4027029   | 02h37m44.19s  | +40d27m03.3s  | 961.93       |